# Når bare man har det godt
|  | Denne artikel er oprettet af botten PalnaBot ud fra en ekstern database. Den kan derfor have sproglige fejl eller mangler. Denne skabelon kan fjernes efter kontrol af indholdet. |

Når bare man har det godt er en film instrueret af Frantz Howitz.

## Handling
Ældrecentret Tusindfryd opfører en række humoristiske og alvorlige situationsspil, der alle handler om ældreproblemer: Ensomheden, døden, kærligheden, plejehjem etc. Spillene fremføres af en gruppe pensionister, der ligeledes har været med i arbejdsprocessen omkring udformningen af teksterne. Teaterforestilling, der blev opført på Comediehuset 1981-82.